# Институт проблем современного искусства
Институт современного искусства Иосифа Бакштейна (ИСИ ИБ) — одна из ведущих институций в области современного искусства в Москве.

## История
Создан группой художников, искусствоведов и теоретиков искусства в 1992 году для осуществления выставочных, исследовательских и образовательных проектов в области изобразительного искусства. В 2018 году переименован в Институт современного искусства Иосифа Бакштейна. Президент института — Иосиф Маркович Бакштейн. Ректор — Станислав Витальевич Шурипа. Директор — Таисия Олеговна Коротышева.  